# Žikava
Žikava (ungarisch Zsikva – bis 1892 Zsikava) ist eine Gemeinde im Westen der Slowakei mit 534 Einwohnern (Stand 31. Dezember 2024), die zum Kreis Okres Zlaté Moravce, einem Teil des Nitriansky kraj, gehört.

## Geographie
Die Gemeinde befindet sich im nordöstlichen Teil des slowakischen Donautieflands, am nordöstlichen Rand von dessen Untereinheit Žitavská pahorkatina, im engen Tal des Baches Jarky im Einzugsgebiet der Žitava und am südlichen Hang des Tribetzgebirges. Das Ortszentrum liegt auf einer Höhe von 281 m n.m. und ist achteinhalb Kilometer von Zlaté Moravce entfernt.
Nachbargemeinden sind Ješkova Ves und Veľký Kliž (Ortsteil Kliž) im Norden, Topoľčianky im Osten und Süden, Hosťovce im Südwesten, Lovce im Westen und Klátova Nová Ves im Nordwesten.

## Geschichte

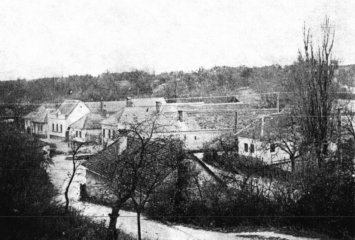
Historische Ansicht des Ortes, 1950

Žikava wurde zum ersten Mal 1075 als Sikua schriftlich erwähnt und war damals Besitz der Benediktinerabtei von Hronský Beňadik. 1388 kam das Dorf zur Herrschaft der Burg Hrušov, später zur Herrschaft Topoľčianky. 1424 wurde eine Mautstelle im Ort erwähnt, 1573 verwüsteten türkische Truppen die Ortschaft. 1536 gab es sechs Porta, 1601 standen 30 Häuser im Ort, 1720 gab es 20 Steuerzahler, 1828 zählte man 47 Häuser und 322 Einwohner, die als Landwirte und Krebsfänger beschäftigt waren.
Bis 1918 gehörte der im Komitat Bars liegende Ort zum Königreich Ungarn und kam danach zur Tschechoslowakei beziehungsweise heute Slowakei. In der ersten tschechoslowakischen Republik waren die Einwohner als Landwirte und Saisonarbeiter tätig.

## Bevölkerung
| Jahr                | 1994 | 2004    | 2014    | 2024    |
| ------------------- | ---- | ------- | ------- | ------- |
| Anzahl der Personen | 592  | 545     | 518     | 534     |
| Unterschied         |      | −7,93 % | −4,95 % | +3,08 % |

| Jahr                | 2023 | 2024 |
| ------------------- | ---- | ---- |
| Anzahl der Personen | 534  | 534  |
| Unterschied         |      | +0 % |

Gemäß der Volkszählung 2011 wohnten in Žikava 514 Einwohner, davon 476 Slowaken, vier Tschechen sowie jeweils ein Magyare und Pole. Ein Einwohner gab eine andere Ethnie an und 31 Einwohner machten keine Angabe zur Ethnie.
439 Einwohner bekannten sich zur römisch-katholischen Kirche, ein Einwohner zur Evangelischen Kirche A. B. und zwei Einwohner zu einer anderen Konfession. Drei Einwohner waren konfessionslos und bei 69 Einwohnern wurde die Konfession nicht ermittelt.

## Bauwerke und Denkmäler
- römisch-katholische Kirche im klassizistischen Stil aus dem Jahr 1804, 1849 umgebaut